# Wilhelm Wahmann Gesellschaft für Tief- und Eisenbahnbau

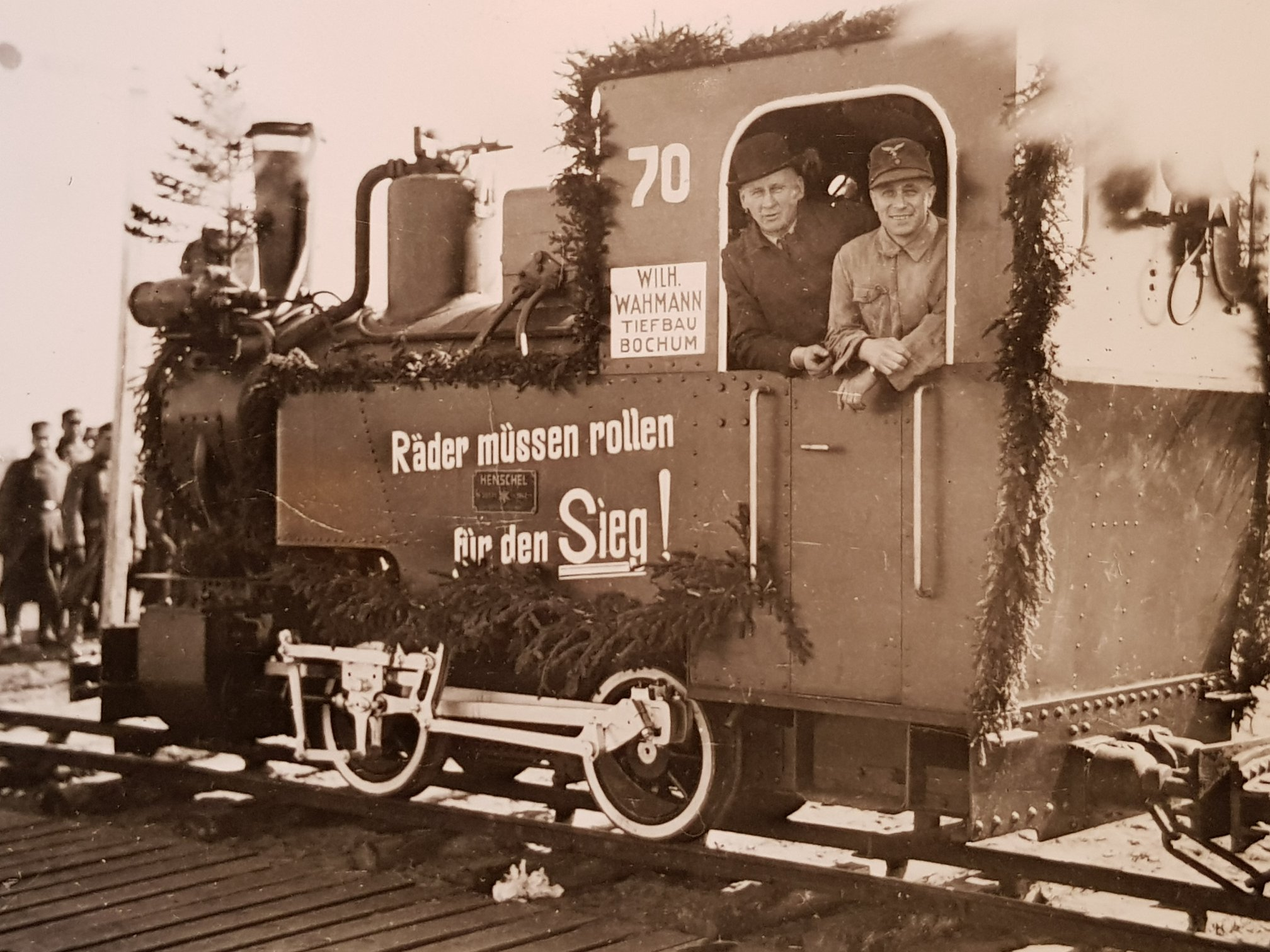
Dampflok der Wilh. Wahmann Tiefbau Bochum bei Eröffnung der Lunde-Bahn in Norwegen, 1943

Die Wilhelm Wahmann Gesellschaft für Tief- und Eisenbahnbau mbH war eine auf Tief- und Eisenbahnbau spezialisierte Bauunternehmung im Ortsteil Laer von Bochum. Ihre Gründung geht auf das Jahr 1892 zurück. Im Jahr 1938 werden im Bochumer Adressbuch Baumeister Heinrich Wahmann und Dipl.-Ing. Wilhelm Wahmann als Inhaber genannt, als Sitz war die Adresse Wittener Straße 504 angegeben.

## Geschichte
Der Bauunternehmer Wilhelm Wahmann war als zweiter Schriftführer und Kassierer am 2. Oktober 1894 eines der Gründungsmitglieder der Freiwilligen Feuerwehr der Gemeinde Querenburg bei Bochum. 1925 kaufte sein Unternehmen eine dampfbetriebene Ruthemeyer-Walze (Fabriknummer 377/1924).
Das Unternehmen beschaffte sich während des Zweiten Weltkriegs zwei Jung-Dampflokomotiven Typ HILAX (Nr. 9301/1941 und Nr. 9930/1942.) Im April 1942 erhielt das Bauunternehmen den Auftrag, die Grubenanschlussbahn der Schachtanlage Rossenray in Kamp-Lintfort zu bauen, der von Mai 1942 bis 20. August 1942 ausgeführt wurde.
Im Zweiten Weltkrieg wurden zwei der Henschel-Dampflokomotiven (Nr. 65 und Nr. 70) beim Bau der Lunde-Bahn in Norwegen eingesetzt. Von 1950 bis 1953 führte das Unternehmen eine Zivilklage gegen das Land Württemberg-Hohenzollern wegen Forderung bezüglich einer der ehemaligen Organisation Todt überlassenen Planierraupe im Unternehmen „Wüste“. In der Zeit von ca. 1956 bis 1961 betrieb das Unternehmen Erztagebau in Vallstedt.
Das Unternehmen firmierte vom 9. März 1961 bis 18. August 1981 als Wilhelm Wahmann GmbH. Von 1967 bis 1968 betrieb es eine Kleinzeche in Laer.